# Caryedon patialensis
Caryedon patialensis là một loài bọ cánh cứng trong họ Bruchidae. Loài này được Singh & Saini miêu tả khoa học năm 1978.